# UCI WorldTour Femenino 2023
El UCI WorldTour Femenino 2023 fue la octava edición del máximo calendario ciclista femenino a nivel mundial.
El calendario tuvo 27 carreras, comenzó el 15 de enero con la disputa del Santos Women's Tour, en Australia, y finalizó el 17 de octubre con el Tour de Guangxi Femenino en la República Popular de China.

## Equipos
Para la temporada 2023 los equipos UCI Team Femenino fueron 15:
| Nombre                       | País           | Código UCI |
| ---------------------------- | -------------- | ---------- |
| Canyon SRAM Racing           | Alemania       | CSR        |
| EF Education-TIBCO-SVB       | Estados Unidos | TIB        |
| FDJ-SUEZ                     | Francia        | FDT        |
| Fenix-Deceuninck             | Bélgica        | FED        |
| Human Powered Health         | Estados Unidos | HPW        |
| Israel-Premier Tech Roland   | Suiza          | CGS        |
| Liv Racing TeqFind           | Países Bajos   | LIV        |
| Movistar Team                | España         | MOV        |
| Team DSM Women               | Países Bajos   | DSM        |
| Team Jayco AlUla             | Australia      | JAY        |
| Jumbo-Visma                  | Países Bajos   | JVW        |
| Team SD Worx                 | Países Bajos   | SDW        |
| Trek-Segafredo Women         | Estados Unidos | TFS        |
| UAE Team ADQ                 | EAU            | UAD        |
| Uno-X Pro Cycling Team Women | Noruega        | UXT        |

## Carreras
| UCI World Tour Femenino 2023 | UCI World Tour Femenino 2023 | UCI World Tour Femenino 2023             | UCI World Tour Femenino 2023 | UCI World Tour Femenino 2023 |
| Fecha                        | País                         | Carrera                                  | Ganador                      |                              |
| ---------------------------- | ---------------------------- | ---------------------------------------- | ---------------------------- | ---------------------------- |
| 15 – 17 de enero             | Australia                    | Santos Women's Tour                      | Grace Brown                  |                              |
| 28 de ene                    | Australia                    | Cadel Evans Great Ocean Road Race Women  | Loes Adegeest                |                              |
| 9 – 12 de febrero            | Emiratos Árabes Unidos       | UAE Tour women                           | Elisa Longo Borghini         |                              |
| 25 de feb                    | Bélgica                      | Omloop Het Nieuwsblad femenina           | Lotte Kopecky                |                              |
| 4 de mar                     | Italia                       | Strade Bianche femenina                  | Demi Vollering               |                              |
| 11 de mar                    | Países Bajos                 | Tour de Drenthe femenino                 | Lorena Wiebes                |                              |
| 19 de mar                    | Italia                       | Trofeo Alfredo Binda-Comune di Cittiglio | Shirin van Anrooij           |                              |
| 23 de mar                    | Bélgica                      | Tres Días Brujas-La Panne femenina       | Pfeiffer Georgi              |                              |
| 26 de mar                    | Bélgica                      | Gante-Wevelgem femenina                  | Marlen Reusser               |                              |
| 2 de abr                     | Bélgica                      | Tour de Flandes femenino                 | Lotte Kopecky                |                              |
| 8 de abr                     | Francia                      | París-Roubaix femenina                   | Alison Jackson               |                              |
| 16 de abr                    | Países Bajos                 | Amstel Gold Race femenina                | Demi Vollering               |                              |
| 19 de abr                    | Bélgica                      | Flecha Valona Femenina                   | Demi Vollering               |                              |
| 23 de abr                    | Bélgica                      | Lieja-Bastoña-Lieja Femenina             | Demi Vollering               |                              |
| 1 – 7 de mayo                | España                       | La Vuelta Femenina                       | Annemiek van Vleuten         |                              |
| 12 – 14 de mayo              | España                       | Itzulia Women                            | Marlen Reusser               |                              |
| 18 – 21 de mayo              | España                       | Vuelta a Burgos Féminas                  | Demi Vollering               |                              |
| 26 – 28 de mayo              | Reino Unido                  | RideLondon Classique                     | Charlotte Kool               |                              |
| 6 – 11 de junio              | Reino Unido                  | The Women's Tour                         | cancelada                    |                              |
| 17 – 20 de junio             | Suiza                        | Vuelta a Suiza Femenina                  | Marlen Reusser               |                              |
| 30 de junio – 9 de julio     | Italia                       | Giro de Italia Femenino                  | Annemiek van Vleuten         |                              |
| 23 – 30 de julio             | Francia                      | Tour de Francia Femenino                 | Demi Vollering               |                              |
| 19 de ago                    | Suecia                       | Postnord Vårgårda WestSweden TTT         | cancelada                    |                              |
| 20 de ago                    | Suecia                       | Postnord Vårgårda WestSweden RR          | cancelada                    |                              |
| 23 – 27 de agosto            | Noruega                      | Tour de Escandinavia                     | Annemiek van Vleuten         |                              |
| 2 de sep                     | Francia                      | Gran Premio Femenino de Plouay           | Mischa Bredewold             |                              |
| 5 – 10 de septiembre         | Países Bajos                 | Boels Ladies Tour                        | Lotte Kopecky                |                              |
| 15 – 17 de septiembre        | Suiza                        | Tour de Romandie Féminin                 | Demi Vollering               |                              |
| 12 – 14 de octubre           | República Popular China      | Tour de la Isla de Chongming             | Chiara Consonni              |                              |
| 17 de oct                    | República Popular China      | Tour de Guangxi Femenino                 | Daria Pikulik                |                              |

## Baremo 2023
Todas las carreras otorgaron puntos para el UCI World Ranking Femenino, incluyendo a todas las corredoras de los equipos de categoría UCI Team Femenino.
El baremo de puntuación era el mismo para todos las carreras, pero las carreras por etapas (2.WWT), otorgaban puntos adicionales por las victorias de etapa y por vestir la camiseta del líder de la clasificación general:
| Posición              | 1.ª | 2.ª | 3.ª | 4.ª | 5.ª | 6.ª | 7.ª | 8.ª | 9.ª | 10.ª | 11.ª | 12.ª | 13.ª | 14.ª | 15.ª | 16.ª-20.ª | 21.ª-30.ª | 31.ª-40.ª |
| Clasificación general | 400 | 320 | 260 | 220 | 180 | 140 | 120 | 100 | 80  | 68   | 56   | 48   | 40   | 32   | 28   | 24        | 16        | 8         |
| Por etapa             | 50  | 40  | 30  | 25  | 20  | 18  | 15  | 10  | 8   | 6    |      |      |      |      |      |           |           |           |
| Líder                 | 8   |     |     |     |     |     |     |     |     |      |      |      |      |      |      |           |           |           |
| Mejor joven           | 6   | 4   | 2   |     |     |     |     |     |     |      |      |      |      |      |      |           |           |           |

## Clasificaciones finales
Estas fueron las clasificaciones finales tras la disputa de la última prueba:
Nota: ver Baremos de puntuación

### Clasificación individual
| Posición | Corredora    | Equipo | Puntos |
| -------- | ------------ | ------ | ------ |
| 1.º      | Bandera de ? |        |        |
| 2.º      | Bandera de ? |        |        |
| 3.º      | Bandera de ? |        |        |
| 4.º      | Bandera de ? |        |        |
| 5.º      | Bandera de ? |        |        |
| 6.º      | Bandera de ? |        |        |
| 7.º      | Bandera de ? |        |        |
| 8.º      | Bandera de ? |        |        |
| 9.º      | Bandera de ? |        |        |
| 10.º     | Bandera de ? |        |        |

| Posiciones 11.ª a la 20.ª | Posiciones 11.ª a la 20.ª | Posiciones 11.ª a la 20.ª | Posiciones 11.ª a la 20.ª |
| ------------------------- | ------------------------- | ------------------------- | ------------------------- |
| 11.º                      | Bandera de ?              |                           |                           |
| 12.º                      | Bandera de ?              |                           |                           |
| 13.º                      | Bandera de ?              |                           |                           |
| 14.º                      | Bandera de ?              |                           |                           |
| 15.º                      | Bandera de ?              |                           |                           |
| 16.º                      | Bandera de ?              |                           |                           |
| 17.º                      | Bandera de ?              |                           |                           |
| 18.º                      | Bandera de ?              |                           |                           |
| 19.º                      | Bandera de ?              |                           |                           |
| 20.º                      | Bandera de ?              |                           |                           |

### Clasificación por equipos
Esta clasificación se calculó sumando los puntos de las corredoras de cada equipo o selección en cada carrera. Los equipos con el mismo número de puntos se clasificaron de acuerdo a su corredora mejor clasificada.
| Posición | País         | Puntos |
| -------- | ------------ | ------ |
| 1.º      | Bandera de ? |        |
| 2.º      | Bandera de ? |        |
| 3.º      | Bandera de ? |        |
| 4.º      | Bandera de ? |        |
| 5.º      | Bandera de ? |        |

### Clasificación sub-23
| Posición | Corredora    | Equipo | Puntos |
| -------- | ------------ | ------ | ------ |
| 1.º      | Bandera de ? |        |        |
| 2.º      | Bandera de ? |        |        |
| 3.º      | Bandera de ? |        |        |
| 4.º      | Bandera de ? |        |        |
| 5.º      | Bandera de ? |        |        |

## Evolución de las clasificaciones
| Carrera (Vencedora)                                           | Clasificación individual | Clasificación por equipos | Clasificación sub-23 |
| ------------------------------------------------------------- | ------------------------ | ------------------------- | -------------------- |
| Tour Down Under femenino (Grace Brown)                        | Grace Brown              | FDJ-SUEZ                  | Henrietta Christie   |
| Cadel Evans Great Ocean Road Race Women (Loes Adegeest)       | Amanda Spratt            | FDJ-SUEZ                  | Henrietta Christie   |
| UAE Tour femenino (Elisa Longo Borghini)                      | Amanda Spratt            | Trek-Segafredo            | Henrietta Christie   |
| Omloop Het Nieuwsblad femenino (Lotte Kopecky)                | Amanda Spratt            | Trek-Segafredo            | Henrietta Christie   |
| Strade Bianche femenina (Demi Vollering)                      | Amanda Spratt            | SD Worx                   | Henrietta Christie   |
| Tour de Drenthe femenino (Lorena Wiebes)                      | Lorena Wiebes            | SD Worx                   | Maike van der Duin   |
| Trofeo Alfredo Binda-Comune di Cittiglio (Shirin van Anrooij) | Lorena Wiebes            | Trek-Segafredo            | Maike van der Duin   |
| Clásica Brujas-La Panne femenina (Pfeiffer Georgi)            | Lorena Wiebes            | Trek-Segafredo            | Maike van der Duin   |
| Gante-Wevelgem femenina (Marlen Reusser)                      | Lorena Wiebes            | SD Worx                   | Maike van der Duin   |
| Tour de Flandes femenino (Lotte Kopecky)                      | Lorena Wiebes            | SD Worx                   | Maike van der Duin   |
| París-Roubaix femenina (Alison Jackson)                       | Lotte Kopecky            | SD Worx                   | Maike van der Duin   |
| Amstel Gold Race femenina (Demi Vollering)                    | Lotte Kopecky            | SD Worx                   | Maike van der Duin   |
| Flecha Valona Femenina (Demi Vollering)                       | Lotte Kopecky            | SD Worx                   | Shirin van Anrooij   |
| Lieja-Bastoña-Lieja Femenina (Demi Vollering)                 | Demi Vollering           | SD Worx                   | Shirin van Anrooij   |
| Vuelta a España femenina (Annemiek van Vleuten)               | Demi Vollering           | SD Worx                   | Shirin van Anrooij   |
| Vuelta al País Vasco Femenina (Marlen Reusser)                | Demi Vollering           | SD Worx                   | Shirin van Anrooij   |
| Vuelta a Burgos Féminas (Demi Vollering)                      | Demi Vollering           | SD Worx                   | Shirin van Anrooij   |
| RideLondon Classique (Charlotte Kool)                         | Demi Vollering           | SD Worx                   | Shirin van Anrooij   |
| Vuelta a Suiza Femenina (Marlen Reusser)                      | Demi Vollering           | SD Worx                   | Shirin van Anrooij   |
| Giro de Italia Femenino (Annemiek van Vleuten)                | Demi Vollering           | SD Worx                   | Shirin van Anrooij   |
| Tour de Francia Femenino (Demi Vollering)                     | Demi Vollering           | SD Worx                   | Shirin van Anrooij   |
| Tour de Escandinavia (Annemiek van Vleuten)                   | Demi Vollering           | SD Worx                   | Shirin van Anrooij   |
| Gran Premio Femenino de Plouay (Mischa Bredewold)             | Demi Vollering           | SD Worx                   | Shirin van Anrooij   |
| Simac Ladies Tour (Lotte Kopecky)                             | Demi Vollering           | SD Worx                   | Shirin van Anrooij   |
| Tour de Romandía Femenino (Demi Vollering)                    | Demi Vollering           | SD Worx                   | Shirin van Anrooij   |
| Tour de la Isla de Chongming (Chiara Consonni)                | Demi Vollering           | SD Worx                   | Shirin van Anrooij   |
| Tour de Guangxi Femenino (Daria Pikulik)                      | Demi Vollering           | SD Worx                   | Shirin van Anrooij   |
| Final                                                         | Demi Vollering           | SD Worx                   | Shirin van Anrooij   |